# ISO 19118
Lo standard ISO19118 - Codifica fa parte degli standard prodotti da ISO/TC211 e specifica i requisiti per definire le regole di codifica da utilizzarsi ai fini dello scambio di dati geografici nel contesto della serie di norme internazionali ISO 19100.La norma specifica in particolare:- i requisiti per la creazione di regole di codifica basati sugli schemi UML;- i requisiti per la creazione di servizi di codifica;- una regola di codifica informativa basata su XML per lo scambio neutrale di dati geografici. La norma non specifica alcun tipo di supporto digitale, non definisce servizi o protocolli di trasferimento, né specifica come codificare immagini allineate di grandi dimensioni.
La norma italiana UNI-EN-ISO19118 è la versione ufficiale in lingua inglese della norma europea EN ISO 19118 (edizione luglio 2006).